# Black Ice
Black Ice é o décimo quinto álbum de estúdio da banda de rock Australiana AC/DC, produzido por Brendan O'Brien e lançado entre os dias de 17 e 22 de outubro de 2008.
O AC/DC começou a trabalhar com o novo álbum em janeiro de 2006, o trabalho com o novo álbum foi adiado devido a uma lesão com baixista Cliff Williams e também devido a troca de gravadoras da Columbia Records para a Sony Music. Até hoje, o álbum já vendeu mais de 6,5 milhões de cópias.
O álbum foi gravado no The Warehouse Studio em Vancouver, Canadá, o mesmo estúdio em que foi gravado seu álbum anterior Stiff Upper Lip. Esse é o primeiro álbum da banda depois de Stiff Upper Lip, lançado em 2000, e marca o fim de um intervalo de 8 anos sem novos trabalhos na banda (o maior intervalo de lançamento entre um álbum e outro).
Black Ice vendeu cerca de 1,762,000 unidades em sua primeira semana, o álbum foi número um em 29 países diferentes incluindo Austrália, o Reino Unido e Estados Unidos,ele também ganhou disco de ouro em 4 países,entre eles Brasil. Na sua primeira semana, ele vendeu 784.000 exemplares apenas nos Estados Unidos, com esse álbum a banda já recebeu três certificados de platina na Austrália e vendendo mais de 110,000 cópias no Reino Unido.
Black Ice tem sido anunciado como a maior estreia de um álbum de hard rock da história. Atualmente Black Ice já vendeu mais de 4 milhões de cópias na Austrália e mais de 2 milhões nos Estados Unidos. E foi o quarto álbum mais vendido do mundo em 2008 com mais de 4,8 milhões de cópias vendidas no ano. Black Ice foi o álbum mais vendido no Canadá no ano de 2008. O álbum é considerado o 2º melhor álbum do AC/DC, ficando atrás apenas do álbum "Back In Black", lançado em 1980. Um apoio ao álbum é a turnê mundial Black Ice World Tour.

## Produção
Black Ice marca o décimo sexto álbum do AC/DC na Austrália, e o décimo quinto com lançamento internacional. Após o término da turnê do álbum Stiff Upper Lip em 2001, a banda decidiu descansar, só retomando as atividades em 2003, com oito shows que incluíram a introdução do AC/DC no Rock and Roll Hall of Fame, e abrir três shows para The Rolling Stones em sua turnê A Bigger Bang Tour. Nesses dois anos, os irmãos guitarristas Angus Young e Malcolm Young compuseram  separadamente, para em seguida se encontrar num estúdio em Londres para trabalhar em novas canções.
A produção de Black Ice foi atrasada por diversos fatores. AC/DC abandonou sua velha gravadora Atlantic Records para assinar um contrato com a Sony Music, e depois mudou de selo dentro da Sony, da Epic Records para a Columbia Records. O baixista Cliff Williams sofreu um acidente que machucou sua mão direita em 2005, e passou 18 meses sem poder tocar. Durante a recuperação de Williams, os irmãos Young foram aperfeiçoando as canções que haviam escrito. Angus revelou que não havia pressão da Sony para que o grupo lançasse seu álbum, já que a gravadora colocava no mercado DVDs e remasterizações dos álbuns do AC/DC, e assim a banda "podia se sentar e dizer que faria o álbum assim que tivesse tudo pronto." Em uma entrevista de 2004, o vocalista Brian Johnson disse que Angus havia composto riffs mais pesados que em Stiff Upper Lip, bem como que Johnson escreveria as letras das músicas pela primeira vez desde o álbum de 1988  Blow Up Your Video, mas todas as faixas de Black Ice foram creditadas aos Youngs. Em Janeiro de 2006, Malcolm revelou em uma entrevista que a banda estava trabalhando em um novo álbum.
Apesar do produtor Robert John “Mutt” Lange ter expressado interesse em voltar a trabalhar com o AC/DC, um conflito de agendas impediu-o. Quando os Young ligaram para o presidente da Columbia Records, Steve Barnett, e anunciar que fariam um novo álbum, Barnett recomendou o produtor Brendan O'Brien. Angus declarou que a banda considerou O’Brien desde os anos 90 porque “parecia-nos um profissional competentíssimo” e adicionou de que sua contratação foi relacionado à banda querer um produtor com quem ainda tivesse trabalhado.
Em 3 de Março de 2008, as gravações começaram no The Warehouse Studio em Vancouver, British Columbia - o mesmo estúdio onde foi produzido Stiff Upper Lip - e duraram oito semanas. O engenheiro Mike Fraser, responsável pela mixagem de todos os álbuns do AC/DC desde The Razors Edge, disse que as gravações foram em grupos de três canções para "manter as coisas interessantes" e evitar que as sessões ficassem longas demais. Segundo Fraser, a banda não ensaiou as músicas antes de entrar no estúdio. Tirando "algumas mudanças na composição, melhorar um pouquinho os refrões" durante as gravações, as composições estavam praticamente completas. Ainda assim, os irmãos Young tinham novas ideias durante a produção, incluindo a canção "Anything Goes", escrita praticamente no fim das gravações. As canções foram em sua maior parte gravadas ao vivo no estúdio,  com os instrumentos e vocais de apoio na sala de gravação e os vocais na sala de controle e uma cabine de isolamento. As performances foram gravadas analogicamente, já que Fraser considera que fita magnética possui “o som do rock & roll”, e depois digitalizadas para mixagem e overdubs. Fraser tentou não alterar as gravações originais – "Usei o Pro-Tools puramente como gravador de fita” –  sem efeitos no baixo e guitarra rítmica,  delay e reverberação esparsos nos vocais e outros instrumentos, e overdubs apenas na guitarra base e vocais.
A banda tinha pensado no título "Runaway Train" - Malcolm chegou a escolher uma foto de um desastre de trem para a capa, mas desistiu quando soube que a banda Mr. Big já havia usado no disco Lean into It - mas Angus declarou que desistiram porque este nome já havia sido usado em composições de Elton John, Eric Clapton, e Tom Petty, entre outros, "e queríamos algo único, inédito, diferente". Então Angus sugeriu Black Ice, vindo da música homônima que surgiu enquanto o guitarrista dirigia para casa na Escócia e ouviu no rádio um aviso de gelo negro na estrada.

## Composição
"A música do AC/DC que eu mais me lembro é a de Highway to Hell e Back in Black, que vejo como canções pop feitas de uma maneira feroz. Angus e Malcolm estavam compondo canções com muitos ‘ganchos’ e meu único trabalho era fazer um disco que fizesse as pessoas dizerem ‘Senti falta do AC/DC, e estou feliz que eles voltaram.’"

 —Brendan O'Brien
Com Black Ice, Brendan O'Brien tentou recapturar o som roqueiro dos primeiros trabalhos do grupo em álbuns como Highway to Hell e Dirty Deeds Done Dirt Cheap. Ele considerou os dois discos anteriores, Ballbreaker e Stiff Upper Lip, como mais orientados para o blues. O'Brien encorajou a banda a empatizar o "lado melódico e de ‘ganchos’" das composições, algo que Angus elogiou por se considerar alguém que "nunca foi muito bom com harmonias". Mike Fraser declarou que a banda visava "algo em torno da época do The Razors Edge, material um pouco mais animado." O'Brien fez sugestões sobre a performance da banda, fazendo Angus tocar slide guitar em "Stormy May Day", e pedindo a Johnson para trocar os gritos por algum "soul crooning", como ele era cantor de soul e tinha o que precisava. Johnson se preocupou se o resto da banda pensaria que isso não encaixava com seu estilo pesado de rock and roll, mas o grupo foi bem receptivo. O estilo exigente de canto fez com que Johnson só gravasse vocais uma hora por dia. A parte rítmica continuou a estrutura básica do AC/DC, com Cliff Williams tocando linhas de baixo baseadas em colcheias, e a bateria de Phil Rudd em um constante compasso 4/4 baseado em caixa, bumbo e chimbau. Ambos expressaram contentamento em seus papéis na banda; Rudd declarou que "Não estou reprimindo habilidades. Muitos bateristas tem medo de tentar o que faço", e Williams admitiu que ele toca "basicamente a mesma coisa em toda música, a maior parte do tempo", mas acrescentou que “na música do AC/DC, a canção é mais importante que a parte de cada indivíduo nela".
Angus disse que durante a composição com Malcolm tentaram trocar ideias para que todas as faixas "trabalhassem juntas" para formar um álbum completo. Com 15 canções que somam 55 minutos, Black Ice é o mais longo dos álbuns do AC/DC. Malcolm declarou que "cerca de 60 ou 70 ideias de canções" foram desenvolvidas, mas Angus constou que a maioria foi descartada por não ser "representativa de como nós somos". A maioria das faixas trata sobre o próprio rock and roll – Angus disse que "Certas canções simplesmente ganham vida quando você acrescenta essa frase". Outros temas ainda serviram de inspiração. "Money Made" critica como, segundo Angus, nos EUA "tudo é sobre dinheiro hoje em dia". "War Machine" foi baseada em um documentário sobre Aníbal, que levou à conclusão que os exércitos não mudaram desde a Roma Antiga. "Wheels" conta sobre a paixão de Johnson por veículos de corrida. O cantor descreveu o álbum como "o melhor que já fizemos", sentindo que apesar de Back in Black ser ótimo para seu tempo, Black Ice expunha a "versatilidade" do grupo. e Angus também afirmou que admirava a diversidade do álbum, que é "suficientemente variado para agradar pessoas em diferentes estados de espírito".

## Lançamento e promoção
| Críticas profissionais                                                      | Críticas profissionais |
| Avaliações da crítica                                                       | Avaliações da crítica  |
| Fonte                                                                       | Avaliação              |
| --------------------------------------------------------------------------- | ---------------------- |
| Allmusic                                                                    | [ 11 ]                 |
| The A.V. Club                                                               | (A-)                   |
| Entertainment Weekly                                                        | (B-)                   |
| The Guardian                                                                | [ 30 ]                 |
| IGN                                                                         | [ 31 ]                 |
| PopMatters                                                                  | [ 32 ]                 |
| Rolling Stone                                                               | [ 20 ]                 |
| Spin                                                                        | [ 33 ]                 |
| Whiplash.net                                                                | [ 34 ]                 |
| Esta tabela precisa de ser acompanhada por texto em prosa. Consulte o guia. |                        |

Em 15 de Agosto de 2008, a revista Rolling Stone  anunciou que o novo álbum do AC/DC se chamaria Black Ice e teria 15 faixas. No mesmo dia, a banda filmou em Londres o videoclipe para o primeiro single, "Rock 'n' Roll Train". Três dias depois, Columbia Records anunciou o lançamento de  Black Ice para 20 de Outubro nos EUA, disponabilizando as pré-vendas. "Rock 'n' Roll Train" foi lançado em 28 de Agosto, e "Big Jack" e "Anything Goes" seguiram como singles em alguns mercados. A faixa "Spoilin' For a Fight" foi usada pela World Wrestling Entertainment como tema em seu evento 2008 Survivor Series, e "War Machine" foi mais tarde incluída na trilha sonora de Iron Man 2.
O CD também teve uma versão deluxe com capa dura e um encarte de 30 páginas com ilustrações e fotos exclusivas, bem como letras das canções. Uma edição limitada em uma caixa de metal com o CD, um livreto de 20 páginas, um DVD com o clipe de "Rock 'n' Roll Train" e um documentário making of de sua produção, uma bandeira do AC/DC, cinco adesivos e uma palheta Gibson foi lançado na Alemanha e no Reino Unido em Dezembro. Black Ice teve também um LP duplo em discos de vinil de 180 gramas, com um encarte pesado com arte com logo em vermelho. O LP foi vendido no site official e lojas de discos independents nos EUA. Um número desconhecido de cópias do vinil teve erros de prensagem, com o lado 1B tendo faixas do álbum do The Clash Live At Shea Stadium. Black Ice não foi lançado digitalmente, pois a banda se recusa a lançar suas faixas separadas. Angus declarou que "Se estivéssemos no iTunes, sabemos que uma certa porcentagem de pessoas apenas baixariam duas ou três faixas do album – e não achamos que isso nos representa musicalmente." O disco porém foi vazado online duas semanas antes do lançamento. Rumores se espalharam que a Sony Music tentou conter o vazamento espalhando faixas falsas nos sites peer-to-peer.
Na América do Norte, a banda fechou um contrato de exclusividade para as vendas de Black Ice' com o Walmart, mas algumas lojas independents conseguiram cópias por meio de importação. Angus declarou que a cadeia de supermercados foi escolhida por ser a maior revendedora de música em formatos físicos dos EUA, o que foi considerado "a melhor alternativa ao iTunes". O Walmart criou mais de 3000 "Rock Again AC/DC Stores" em seus mercados, com stands com álbuns, roupas, o DVD No Bull, o video game AC/DC Live: Rock Band, e produtos de patrocinadores. Um dos vice-presidentes da Walmart, Gary Severson, disse que o AC/DC é um dos raros artistas cujos fãs leais permitem expor mais produtos junto com a música. Em Outubro, MTV, Walmart e Columbia criaram "AC/DC Rock Band Stores" em cidades sem mercados Walmart: Los Angeles e a Times Square de Nova York. Caminhões "Black Ice" andaram pelas ruas após o lançamento do album, tocando faixas e fazendo paradas diárias para vender produtos. A campanha de Black Ice premiou a agência publicitária Arnold Worldwide como Melhor Atividade Gerando Volume de Marca (Best Activity Generating Brand Volume) pela Marketing Agencies Association, e Melhor Campanha de Varejo (Best Retail/Co-Marketing Campaign) pela revista Promo Magazine.

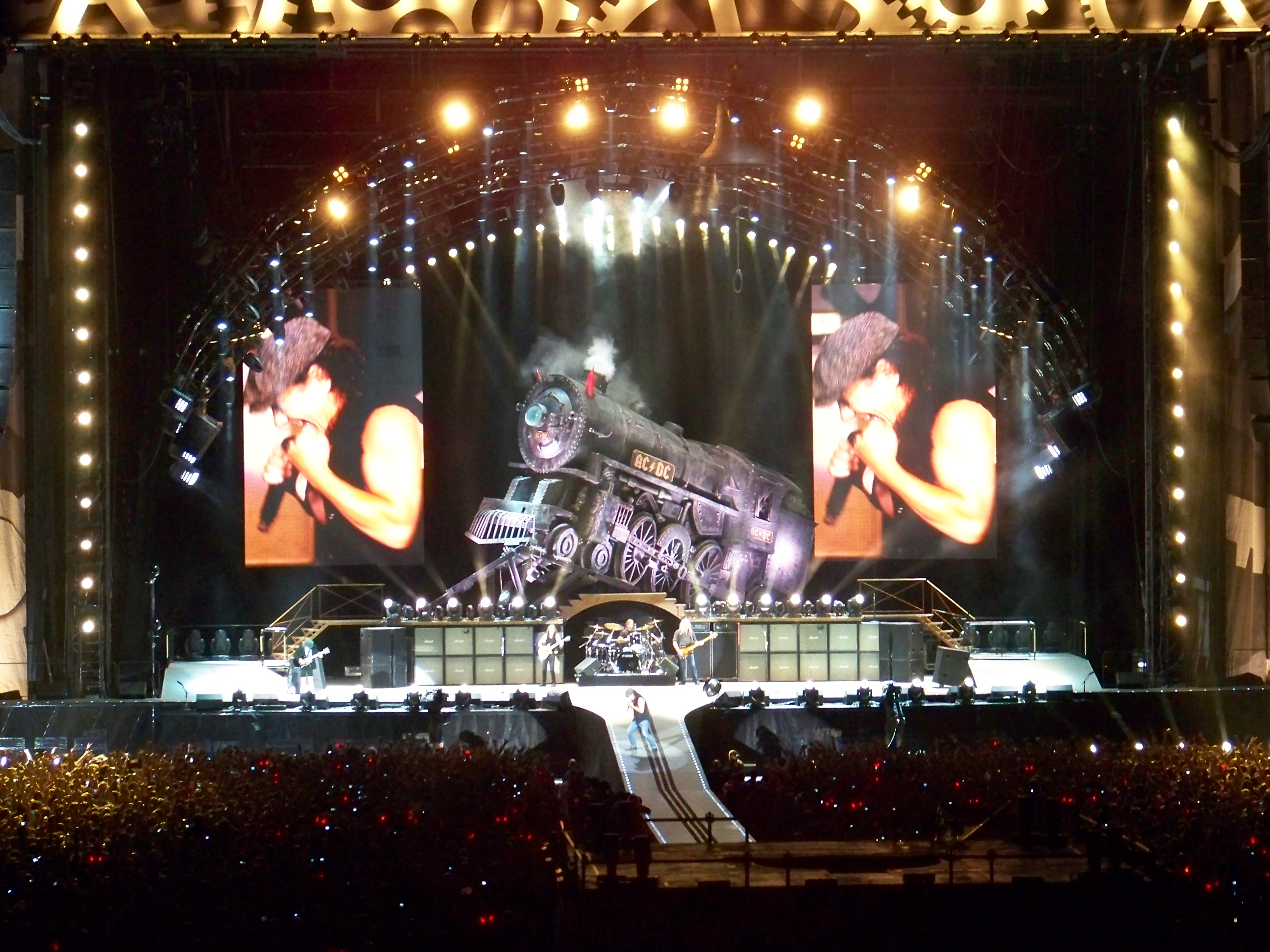
AC/DC em um concerto da Black Ice World Tour em Madri, Junho de 2009.

O AC/DC começou a turnê mundial em promoção ao álbum em 28 de Outubro de 2008 em Wilkes-Barre, Pensilvânia, sendo precedida por um ensaio dois dias antes na mesma cidade. A Black Ice World Tour durou 168 shows em 11 etapas, incluindo um concerto em Lisboa no dia 3 de Junho de 2009, e um em São Paulo em 27 de Novembro do mesmo ano, e se encerrou em Bilbao, Espanha, no dia 28 de Junho de 2010.
O palco foi desenhado por Mark Fisher, que também trabalhou na Stiff Upper Lip World Tour. Inspirado pelo título de trabalho Runaway Train e a faixa "Rock 'n' Roll Train", a peça central era uma locomotiva em tamanho real pesando 3500 kg. Cinco canções de Black Ice foram tocadas ao longo da turnê, "Rock 'n' Roll Train", "Big Jack", "Black Ice", "War Machine", and "Anything Goes". A Black Ice World Tour se tornou a mais lucrativa turnê do AC/DC, com um faturamento total de US$441.6 milhões, o terceiro maior da história (atrás da 360 Tour do U2, e A Bigger Bang Tour dos Rolling Stones). Os três shows em Dezembro 2009 no Estádio Monumental de Núñez em Buenos Aires foram lançados no DVD Live at River Plate em 10 de Maio de 2011. Um livro em edição limitada sobre a turnê, AC/DC Black Ice World Tour 2008–2010, por Matteo Abruzzo, foi publicado na Itália em 2010.

## Embalagem
A capa de Black Ice foi desenhada por Joshua Marc Levy, diretor de arte da Columbia e fã de longa data da banda, que se voluntariou entre "várias pessoas na Sony que também almejavam trabalhar nisso".
Quatro capas foram disponabilizadas, a regular tendo a logo em vermelho, a versão deluxe em azul, e duas variantes da regular em amarelo e branco. Angus declarou que a decisão de várias capas não pretendia "passar aos fãs a mensagem de que eles precisam ter todas as versões do álbum", afirmando que a maioria dos fãs compraria apenas uma cópia, com a capa que preferisse - "Para mim, isso não é relevante. O que me importa é que os fãs gostem do que escutam. A música é a essência".
Depois de trabalhar em capas com o título de trabalho Runaway Train, Levy entrou de férias e foi viajou com o Pearl Jam em uma turnê norte-americana em 2008. Após um concerto em Washington D.C., Levy teve a ideia de fazer gráficos vetoriais "preto sobre preto", e rascunhou o que se tornaria a arte da versão amarela. A gravadora aprovou e requisitou a Levy duas versões similares, que viraram as capas vermelha e branca. Então durante as sessões de fotografia promocional, Levy produziu a arte da versão
deluxe. As faixas do álbum não influenciaram o trabalho de Levy, já que o artista havia ouvido "talvez 5 músicas até o momento", mas ele achou curioso "como tudo que eu desenhei tem a ver com o som da faixa 'Black Ice' que eu nem tinha escutado ainda."
Dando entrevista para um site de fãs, Levy comparou o design enigmático a ruas cobertas de gelo negro, que "não é óbvio para o motorista" e demora a ser entendido. O artista disse que já que o disco tinha muitas semelhanças com Back in Black – "Black" no título, capas escuras e "um momento de ressurgimento" do AC/DC com "essências nas raízes da banda" – a capa era "como uma viagem no tempo, e por isso há tantos traços psicodélicos na capa". Apesar de Levy ter achado uma coincidência a arte regular e deluxe se assemelhar a um trem, depois o artista afirmou que tal design seria um trem "que viaja pelo mundo espalhando a máquina de rock". O centro da versão regular, vermelha, tem um relógio atrás do raio da logo do AC/DC, representando uma "explosão temporal", com motivos tribais representando uma tribo especial, os fãs do AC/DC. Asas formam asas sobre o relógio representando “tempo eterno”. Angus aparece sobre o relógio "controlando o tempo" e nos lados emu ma camisa de força para "representar a insanidade do grupo e a força de seu som, a mistura de guitarras que faz você perder a cabeça". Angus aparece em uma roda dentada em uma pose similar à da capa de Stiff Upper Lip por considerar uma imagem boa para a continuidade. Para encaixar no título  Black Ice, a imagem foi impressa com laquê e verniz para ganhar uma qualidade parecida com o gelo, e a logo do AC/DC foi recheada de fotos de cristais de gelo. A fotografia promocional, inclusive do encarte, foi feita pelo fotógrafo musical Guido Karp (que viajou com o AC/DC durante a Stiff Upper Lip World Tour) em Agosto de 2008 em Londres.

## Faixas
Todas as canções escritas e compostas por Angus e Malcolm Young.
1. "Rock 'n' Roll Train" (4:21)
2. "Skies on Fire" (3:34)
3. "Big Jack" (3:57)
4. "Anything Goes" (3:22)
5. "War Machine" (3:09)
6. "Smash 'n' Grab" (4:06)
7. "Spoilin' for a Fight" (3:17)
8. "Wheels" (3:28)
9. "Decibel" (3:34)
10. "Stormy May Day" (3:10)
11. "She Likes Rock 'n' Roll" (3:53)
12. "Money Made" (4:15)
13. "Rock 'n' Roll Dream" (4:41)
14. "Rocking All the Way" (3:22)
15. "Black Ice" (3:25)

## Créditos
AC/DC
- Brian Johnson – vocais
- Angus Young – guitarra solo
- Malcolm Young – guitarra base, vocal de apoio
- Cliff Williams – baixo, vocal de apoio
- Phil Rudd – bateria, percussão

Produção
- Brendan O'Brien – produção
- Mike Fraser – mixagem
- Eric Mosher – engenheiro assistente
- Billy Bowers – engenheiro adicional
- George Marino – mastering
- Richard Jones, Geoff Banks, Rick St. Pierre – técnicos de equipamento
- Guido Karp – fotografia
- Joshua Marc Levy – direção de arte, design, ilustrações (contém gráficos vetoriais da You Work For Them, LLC)
- Alvin Handwerker (Prager and Fenton LLP) – gerência

## Desempenho nas paradas e certificações
| País           | Parada (2008-2011)                                       | Melhor Posição | Certificação                    | Provedor             | Vendas     |
| -------------- | -------------------------------------------------------- | -------------- | ------------------------------- | -------------------- | ---------- |
| Alemanha       | Media Control Charts                                     | 1              | 5× Platina                      | BVMI                 | 1,000,000+ |
| Argentina      | CAPIF Top 100                                            | 1              | 2× Platina                      | CAPIF                | 80,000+    |
| Austrália      | ARIA Charts                                              | 1              | 5× Platina                      | ARIA                 | 350,000+   |
| Áustria        | Top 40 Albums                                            | 1              | 3× Platina                      | IFPI Áustria         | 60,000+    |
| Bélgica        | Ultratop 40 Ultratop 50                                  | 1              | 2× Platina                      | BEA                  | 60,000+    |
| Brasil         |                                                          |                | Ouro                            | ABPD                 | 20,000+    |
| Canadá         | Canadian Albums Chart                                    | 1              | 4× Platina                      | Music Canada         | 320,000+   |
| Dinamarca      | Hitlisten                                                | 1              | Platina                         | IFPI Dinamarca       | 20,000+    |
| Espanha        | PROMUSICAE                                               | 1              | Platina                         | PROMUSICAE           | 80,000+    |
| Estados Unidos | Billboard 200 US Top Hard Rock Albums US Top Rock Albums | 1              | 2× Platina                      | RIAA                 | 2,000,000+ |
| Europa         | European Top 100 Albums                                  | 1              | 3× Platina                      | IFPI                 | 2,000,000+ |
| Finlândia      | Mitä hittiä                                              | 1              | 2× Platina                      | IFPI Finlândia       | 49,000+    |
| França         | SNEP                                                     | 1              | Diamante                        | SNEP                 | 600,000+   |
| Grécia         | IFPI Grécia                                              | 1              | Ouro                            | IFPI Grécia          | 10,000+    |
| Hungria        | Mahasz                                                   | 1              | 2× Platina                      | Mahasz               | 12,000+    |
| Irlanda        | Irish Albums Chart                                       | 1              | 2× Platina                      | IRMA                 | 30,000+    |
| Itália         | FIMI                                                     | 3              | Ouro                            | FIMI                 | 30,000+    |
| Japão          | Oricon                                                   | 3              | Ouro                            | RIAJ                 | 100,000+   |
| México         | AMPROFON                                                 | 3              |                                 |                      |            |
| Mundo          | World Top 40                                             | 1              | Diamante, 44× Platina e 5× Ouro | IFPI                 | 6,500,000+ |
| Noruega        | VG-lista                                                 | 1              |                                 |                      |            |
| Nova Zelândia  | RIANZ                                                    | 1              | 2× Platina                      | RIANZ                | 30,000+    |
| Países Baixos  | Dutch Top 40                                             | 3              |                                 |                      |            |
| Polónia        | OLiS                                                     | 1              | Platina                         | ZPAV                 | 30,000+    |
| Portugal       | Top 50 Nacional                                          | 2              | Ouro                            | AFP                  | 10,000+    |
| Reino Unido    | UK Albums Chart UK Rock Chart                            | 1              | Platina                         | BPI                  | 300,000+   |
| Chéquia        | IFPI Česká Republika                                     | 1              |                                 |                      |            |
| Rússia         | Russian Music Charts                                     | 1              |                                 |                      |            |
| Suécia         | Sverigetopplistan                                        | 1              | 2× Platina                      | IFPI Svenska Gruppen | 80,000+    |
| Suíça          | Schweizer Hitparade                                      | 1              | 4× Platina                      | IFPI Schweiz         | 120,000+   |

## Edições
| País           | Data                  | Selo       | Formato                                | Nº de Catálogo |
| -------------- | --------------------- | ---------- | -------------------------------------- | -------------- |
| Europa         | 17 de Outubro de 2008 | Columbia   | CD, LP Duplo                           | #88697392232   |
| Austrália      | 18 de Outubro de 2008 | Sony Music | CD                                     | #88697392382   |
| Reino Unido    | 20 de Outubro de 2008 | Columbia   | CD, LP Duplo                           | #88697392232   |
| Reino Unido    | 1 de Dezembro de 2008 | Columbia   | CD (edição limitada em caixa de metal) | #88697417452   |
| Estados Unidos | 20 de Outubro de 2008 | Columbia   | CD                                     | #88697338292   |
| Japão          | 22 October 2008       | Sony Music | CD                                     | SICP-2055      |
| Alemanha       | 5 de Dezembro de 2008 | Columbia   | CD (edição limitada em caixa de metal) | #886974174523  |